# Краснохвостая песчанка
Краснохвостая песчанка (лат. Meriones libycus) — вид грызунов семейства мышиных (Muridae). Обитает в Мавритании, Марокко, Алжире, Тунисе, Ливии, Египте, Иордании, Сирии, Саудовской Аравии, Иране, Ираке, Афганистане, Туркменистане, Узбекистане, Казахстане и Западном Китае. Естественная среда обитания — субтропические или тропические сухие кустарниковые степи, периодически солёные озера, жаркие пустыни и сельские сады.

## Описание
Краснохвостая песчанка — это крупный вид малых песчанок с длиной головы и тела от 100 до 160 мм, хвостом такой же длины и весом от 56 до 105 г. Голова широкая, с большими глазами, шерсть тонкая и густая, задние лапы длинные. Верхняя часть серовато-коричневая, более тёмная, чем у полуденной песчанки (Meriones meridianus), которая обычно меньше по размеру. Волосы на нижней части тела имеют белые кончики и серые основания, тогда как у полуденной песчанки нижняя часть тела полностью белая, за исключением коричневатой полосы на груди. Хвост бледно-коричневый, за исключением конечной трети хвоста, которая тёмно-коричневая или черноватая. Когти тёмные, подошвы задних лап частично покрыты волосками, так что видны участки голой кожи. В некоторых частях ареала его можно спутать с песчанкой Сундевалла (Meriones crassus), но этот вид меньше по размеру, имеет светлые когти и меньший тёмный хохолок на хвосте.

## Распространение и среда обитания
Краснохвостая песчанка обитает в Северной Африке и некоторых частях Западной и Центральной Азии. Её ареал простирается от Мавритании и Марокко до Саудовской Аравии, Ближнего Востока, Казахстана, Узбекистана и Западного Китая. Её типичная среда обитания включает пустыни и полупустыни, поймы рек, вади и участки с устойчивыми песчаными дюнами. Иногда встречается на пахотных землях.

## Экология
Краснохвостая песчанка может жить в одиночку или небольшими колониями и более общительна зимой, когда колонии могут состоять из двадцати или тридцати особей. Они населяет нору глубиной до 1,5 м (5 футов), которая представляет собой довольно сложную серию ходов с несколькими входами; могут использовать пустую нору большой песчанки (Rhombomys opimus). Meriones libycus ведёт дневной образ жизни и питается семенами, луковицами, клубнями и листьями, а также любыми мёртвыми насекомыми, которых может найти. Она часто переносит пищу обратно в нору, и здесь большие её количества хранятся в камерах у поверхности, а для гнездования используются более глубокие норы. Она оппортунистически мигрирует, перемещаясь на новую территорию, когда еды становится мало. Размножение происходит в течение большей части года, в результате чего рождается несколько помётов из пяти детёнышей.
В искусственно созданной пустыне Аралкум, образовавшейся в результате высыхания Аральского моря, Meriones libycus воспользовалась новой средой обитания, где она живёт вместе с другими мелкими грызунами, в том числе с мохноногим тушканчиком, полуденной песчанкой и большой песчанкой. Этих грызунов на высохшем морском дне примерно в четыре раза больше, чем на прилегающей территории, и наличие такого изобилия грызунов привлекло таких хищников, как рыжая лисица, корсак, горный колонок, степной хорёк, мраморный хорь и туркестанская дикая кошка.
У Meriones libycus есть множество приспособлений, позволяющих выжить в экстремальных условиях пустыни, где она обитает. Эти адаптации включают ночной образ жизни, роющее поведение и сохранение воды за счёт выделения концентрированной мочи. В исследовании, проведённом на двух разных видах песчанок, подвергавшихся воздействию 12 дней света и 12 дней темноты, было замечено, что даже при нарушении режима света и темноты Meriones libycus демонстрировала естественные ритмы, позволяющие поддерживать нормальный циркадный ритм. Почти полностью ночной образ жизни помогает им избегать жары пустыни. Роющее поведение также помогает Meriones libycus регулировать температуру тела и спасаться от жары. В жаркие летние дни температура тела Meriones libycus поддерживалась в среднем на уровне 38,20°С с колебанием 0,87°С. Зимой она составляла 37,0°С с колебанием 0,22°С. Поддерживая своё тело в тепле летом, песчанка может избежать некоторой потери воды, необходимой для охлаждения испарением, что помогает ей пережить жаркое лето.

## Статус
Meriones libycus — распространённый вид в подходящей среде обитания во всём его широком ареале. Предполагается, что он имеет большую общую популяцию и считается вредителем в некоторых районах, где он присутствует на пахотных землях. Никаких особых угроз для этого вида выявлено не было, а Международный союз охраны природы оценил его природоохранный статус как вызывающий «наименьшее опасение».